# Здание Республиканского комитета народного контроля
Здание Республиканского комитета народного контроля — здание в Алма-Ате, входившее в ансамблевый комплекс Площади трёх наркоматов.

## История
После переноса столицы Казахской ССР из Кызыл-Орды в Алма-Ату, возникла необходимость строительства нового административного центра. Главной магистралью стал проспект Сталина (ныне проспект Абылай хана), вдоль которого были размещены ключевые здания. Знаковым местом стала Площадь трёх наркоматов, на которой разместились Наркомат совхозов, Наркомат здравоохранения и Наркомат пищевой промышленности. Строительство осуществлялось с 1935 по 1938 годы.
Проектирование здания осуществлялось в «Казгоспроекте», а строительством всего комплекса зданий занималось предприятие «Алмаатастрой». Архитектором здания Наркомата здравоохранения стал М.Д. Шугал.
В 1947 году  по главной оси наркомата здравоохранения был  установлен памятник дважды Герою Советского Союза С. Луганскому (скульптор Б. Павлов, архитектор И. Белоцерковский).
Позднее министерство здравоохранения Казахской ССР переезжает в новое здание, а в этом располагается Республиканский комитет народного контроля.
В 2010 году в здании располагался Народный банк Казахстана.
10 ноября 2010 года был утверждён новый Государственный список памятников истории и культуры местного значения города Алматы, одновременно с которым все предыдущие решения по этому поводу были признаны утратившими силу. В этом Постановлении был сохранён статус памятника местного значения здания Республиканского комитета народного контроля. Границы охранных зон были утверждены в 2014 году.
По состоянию на 2019 год в здании расположен Казахский институт нефти и газа.

## Архитектура
Здание наркомата было построено в классицистических стилевых характеристиках и является важным градообразующим элементом советского периода Алма-Аты. На восточном и западном фасадах имеются ризалиты, оформленные полуколоннами коринфского ордера. Здание симметричное, с центральной осью, подчеркнутой главным входом. Композиция фасада решена горизонтальным ритмом оконных проемов. Здание венчает монументальный карниз с сухариками и аттиком. Крыша крыта жестью по деревянной обрешётке.

## Памятник Сергею Луганскому
В 1951 году на Площади трёх наркоматов был установлен бюст дважды Герою Советского Союза С. Д. Луганского. 
Бронзовый бюст С.Д. Луганского выполнен по модели скульптора Б.А. Павлова и установлен на постаменте из серого гранита архитектора И.П. Белоцерковский. На фасаде постамента установлен бронзовый картуш с текстом Указа Президиума Верховного Совета СССР о награждении Героя Советского Союза капитана С.Д. Луганского второй медалью «Золотая звезда».
4 апреля 1979 года было принято Решение исполнительного комитета Алма-Атинского городского Совета народных депутатов № 139 «Об утверждении списка памятников истории и культуры города Алма-Аты», в котором был указан памятник Луганскому. Решением предусматривалось оформить охранное обязательство и разработать проекты реставрации памятников.
26 января 1982 года памятник был включён в список памятников истории и культуры республиканского значения Казахской ССР.